# Caymanabyssia
Caymanabyssia is een geslacht van weekdieren uit de klasse van de Gastropoda (slakken).

## Soorten
- Caymanabyssia fosteri McLean, 1991
- Caymanabyssia rhina B. A. Marshall, 1986
- Caymanabyssia sinespina B. A. Marshall, 1986
- Caymanabyssia spina Moskalev, 1976
- Caymanabyssia vandoverae McLean, 1991